# Élections municipales partielles françaises de 1983
Des élections municipales partielles ont lieu en 1983 en France.

## Bilan

### Résultats en nombre de maires
| Partis       | Partis                             | Maires sortants | Maires élus | Évolution |
| ------------ | ---------------------------------- | --------------- | ----------- | --------- |
|              | Parti communiste français          | 4               | 0           | 4         |
|              | Parti socialiste                   | 1               | 0           | 1         |
| Total gauche | Total gauche                       | 5               | 0           | 5         |
|              | Rassemblement pour la République   | 0               | 4           | 4         |
|              | Union pour la démocratie française | 0               | 1           | 1         |
| Total droite | Total droite                       | 0               | 5           | 5         |

## Élections

### Antony(Hauts-de-Seine)
- Maire sortant : André Aubry (PCF)
- Maire élu ou réélu : Patrick Devedjian (RPR)

- Contexte : Annulation du scrutin des 6 et 13 mars 1983 en raison de fraudes[1].

### Aulnay-sous-Bois(Seine-Saint-Denis)
- Maire sortant : Pierre Thomas (PCF)
- Maire élu ou réélu : Jean-Claude Abrioux (RPR)

- Contexte : Annulation du scrutin des 6 et 13 mars 1983 en raison de fraudes[2].

### Betschdorf(Bas-Rhin)
- Maire sortant : Charles Goetzmann (UDF-CDS)
- Maire élu ou réélu : Adolphe Adam (DVD)

- Contexte : inconnu

### Brie-Comte-Robert(Seine-et-Marne)
- Maire sortant : André Aubert (PS)
- Maire élu ou réélu : André Aubert (PS)

- Contexte : Annulation du scrutin des 6 et 13 mars 1983 par le tribunal administratif de Versailles.

### Brioude(Haute-Loire)
- Maire sortant : Jean-Paul Chambriard (UDF-PR)
- Maire élu ou réélu : Jean-Paul Chambriard (UDF-PR)

- Contexte : Annulation du scrutin du 6 mars 1983 par le tribunal administratif de Clermont-Ferrand.

### Canet-en-Roussillon(Pyrénées-Orientales)
- Maire sortant : Jacques Coupet (UDF-Rad.)
- Maire élu ou réélu : Jacques Coupet (UDF-Rad.)

- Contexte : défusion de Canet-en-Roussillon et Saint-Nazaire à la suite d'un vote des habitants

### Carrières-sous-Poissy(Yvelines)
- Maire sortant : Daniel Blervaque (RPR)
- Maire élu ou réélu : Daniel Blervaque	 (RPR)

- Contexte : Annulation du scrutin des 6 et 13 mars 1983 par le tribunal administratif de Versailles en raison de la distribution par le candidat RPR d'un tract accusatoire contre le maire communiste sortant Michel Thouzeau.

### Le Cateau-Cambrésis(Nord)
- Maire sortant : Jean-Pierre Labouré (UDF)
- Maire élu ou réélu : Jean-Pierre Labouré (UDF)

- Contexte : annulation du scrutin des 6 et 13 mars 1983 par le tribunal administratif de Lille

### Chauray(Deux-Sèvres)
- Maire sortant : Jacques Brossard (UDF)
- Maire élu ou réélu : Jacques Brossard (UDF)

- Contexte : Annulation du scrutin des 6 et 13 mars 1983 par le tribunal administratif de Poitiers.

### Dreux(Eure-et-Loir)
- Maire sortant : Marcel Piquet (PS)
- Maire élu ou réélu : Jean Hieaux (RPR)

- Contexte : Annulation du scrutin des 6 et 13 mars 1983 pour irrégularités dans le comptage des voix.

### Loperhet(Finistère)
- Maire sortant : Christian Cornec (DVD)
- Maire élu ou réélu : Christian Cornec (DVD)

- Contexte : annulation du scrutin des 6 et 13 mars 1983 par le tribunal administratif de Rennes en raison d'irrégularités lors du dépouillement

### Pont-du-Casse(Lot-et-Garonne)
- Maire sortant : Gilbert Fongaro (UDF-Rad.)
- Maire élu ou réélu : Gilbert Fongaro (UDF-Rad.)

- Contexte : séparation de Pont-du-Casse et Bajamont, jusqu'alors associées, par arrêté préfectoral et dissolution du conseil municipal associé

### Saint-Martin-Boulogne(Pas-de-Calais)
- Maire sortant : Alain Oguer (PS)
- Maire élu ou réélu : Alain Oguer (PS)

- Contexte : annulation du scrutin des 6 et 13 mars 1983 par le tribunal administratif de Lille

### Saint-Nazaire(Pyrénées-Orientales)
- Maire sortant : —
- Maire élu ou réélu : Henri Tanyères (PS)

- Contexte : défusion de Canet-en-Roussillon et Saint-Nazaire à la suite d'un vote des habitants

### Sarcelles(Val-d'Oise)
- Maire sortant : Henry Canacos (PCF)
- Maire élu ou réélu : Raymond Lamontagne (RPR)

- Contexte : Annulation du scrutin des 6 et 13 mars 1983 par le tribunal administratif de Versailles[1].

### Trappes(Yvelines)
- Maire sortant : Bernard Hugo (PCF)
- Maire élu ou réélu : Bernard Hugo (PCF)

- Contexte : Annulation du scrutin des 6 et 13 mars 1983 par le tribunal administratif de Versailles en raison d'irrégularités[3]

| Tête de liste            | Tête de liste  | Liste                     | Premier tour | Premier tour | Second tour | Second tour | Sièges | Sièges |
| Tête de liste            | Tête de liste  | Liste                     | Voix         | %            | Voix        | %           | CM     |        |
| ------------------------ | -------------- | ------------------------- | ------------ | ------------ | ----------- | ----------- | ------ | ------ |
|                          | Janine Cayet   | UDF (PR) - RPR (Un. opp.) | 3 829        | 49,79        | 3 988       | 49,65       | 8      |        |
|                          | Bernard Hugo * | PCF - PS (Un. g.)         | 3 715        | 48,30        | 4 044       | 50,34       | 27     |        |
|                          | M. Stalin      | LCR - LO                  | 146          | 1,89         |             |             |        |        |
|                          |                |                           |              |              |             |             |        |        |
| Inscrits                 | Inscrits       | Inscrits                  | 13 149       | 100,00       | 13 146      | 100,00      |        |        |
| Abstentions              | Abstentions    | Abstentions               | 5 328        | 40,52        | 5 006       | 38,08       |        |        |
| Votants                  | Votants        | Votants                   | 7 821        | 59,48        | 8 140       | 61,92       |        |        |
| Nuls                     | Nuls           | Nuls                      | 131          | 0,99         | 108         | 0,82        |        |        |
| Exprimés                 | Exprimés       | Exprimés                  | 7 690        | 58,48        | 8 032       | 61,10       |        |        |
| * Liste du maire sortant |                |                           |              |              |             |             |        |        |

### Valras-Plage(Hérault)
- Maire sortant : Émile Turco (PCF)
- Maire élu ou réélu : André Thiroine (DVD)

- Contexte : décès du maire sortant

### Vauhallan(Essonne)
- Maire sortant : Lucien Le Béguec (PCF)
- Maire élue ou réélue : Renée Delattre (SE)

- Contexte : annulation du scrutin des 6 et 13 mars 1983 en raison d'une fraude intervenue au second tour et invalidation du maire sortant

### Villaines-la-Juhel(Mayenne)
- Maire sortant : Henri Schmitt (DVD)
- Maire élu ou réélu : André Morin (DVD)

- Contexte : décès du maire sortant

### Villeneuve-Saint-Georges(Val-de-Marne)
- Maire sortant : Roger Gaudon (PCF)
- Maire élu ou réélu : Marius Faïsse (UDF-PSD)

- Contexte : Annulation du scrutin des 6 et 13 mars 1983 en raison de fraudes[2].